# DROP DOLL
DROP DOLL（ドロップドール）は、日本の3人組ガールズ・バンドである。メンバー全員が現役の女子高生であり、全員がボーカルを務めるスリーピースバンドである。

## メンバー
- チヒロ (ドラムボーカル)

2001年9月18日生まれ 
- ユイナ (ギターボーカル)

2001年9月27日生まれ
- ユキノ (ベースボーカル)

2001年12月20日生まれ

## 来歴
- 2016年

11月 U：ベースボーカル、I：ギターボーカル、J：ドラムボーカル でDROP DOLLを結成。
- 2017年

11月23日 初の主催ライブ「DROP DOLL 1st ANNIVERSARY !　〜 spread our wings 〜」を開催。
12月13日にメジャーデビューを果たし1stシングル「未完成なDreamer」を発売。
- 2018年

4月25日 2ndシングル「Little deep love song」を発売。
6月3日に女子高生バンドを集めたライブイベント「JK☆ROCK FES」を主催で開催。オリジナルメンバーによるラストライブとなる。
8月 メンバーの名称をユキノ(ベースボーカル)・ユイナ(ギターボーカル)に変更。Jの卒業により、新メンバーのチヒロ(ドラムボーカル)が加入。
10月 新曲｢シ－クレットボイス｣ MV(short ver.)公開
- 2019年

4月6日 映画｢JK☆ROCK ｣にJKガ－ルズバンドとして出演。
主題歌にDROP DOLL ｢シ－クレットボイス｣採用される。
その後は個々の活動に専念し、自然解散となった。

## ディスコグラフィー

### タイアップ
| 曲名                  | タイアップ                                                                                 |
| --------------------- | ------------------------------------------------------------------------------------------ |
| 未完成なDreamer       | NTV「 バズリズム02 」2017年11月 POWER PLAY & 12月エンディングテーマ                        |
| Little deep love song | テレビ神奈川（tvk）制作の音楽情報バラエティ番組「関内デビル」2018年4月度エンディングテーマ |

## ライブ

### 出演ライブ
- 2017年

3月23日 - SHIBUYA GIRLS EMOTION 〜シャレおつ青山編〜
6月9日 - ヒカリノパズル vol.1 
7月21日 - ell.SIZE
8月5日 -  ユサソニ2017
8月9日 -  GIRLS SONIC vol.24
8月22日 - SUMMER THE ROCK!!
8月23日 -  infinitude sound theater vol.2
9月1日 - ハピコレ‼︎ vol.105
9月24日 - 秋葉原ZESTオープン前前前夜祭 初日
10月28日 - ハピコレ!! 怒涛の15DAYS SPECIAL!! -SEMI FINAL-
12月1日 - Girl’s UP!!! vol.218
12月26日 - ハピコレ!! vol.132 
12月30日・31日 - 格闘技EXPO 2017　.　STAGE EVENT　.　DROP DOLL LIVE！
- 2018年

1月8日 - SHIBUYA RUIDO K2 presents 新年奏騒 2018
11月4日 - We are Sneaker Ages 第４回 関東グランプリ大会（スペシャルサンクス演奏として出演）

### 主催ライブ
- 2017年

11月23日 - DROP DOLL 1st ANNIVERSARY !　〜 spread our wings 〜
12月13日 - DROP DOLL Major Debut Single『未完成なDreamer』Release outStore event mini LIVE！